# Сиях Джамеган (футбольный клуб)
Сия́х Джамега́н (перс. سیاه جامگان‎ / Siyāh Jamegān — букв. Одетые в чёрное), также с конца 2017 года параллельно стал называться Ме́шки Пуша́н (перс. مشکی پوشان‎ / Meški Pošan — букв. Одетые в траурное одеяние) — иранский футбольный клуб из города Мешхед, основанный в августе 2011 года в результате выкупа лицензии закрывающегося клуба «Гульчин» из города Робаткарим. Клуб является своего рода отделением другого мешхедского клуба «Абумуслим». «Сиях Джамеган» поддерживает «Абумуслим», и использует те цвета, которые являются его традиционными цветами — чёрный и красные цвета. Болельщики обоих клубов имеют дружественные отношения между собой.
С сезона 2018/2019 участвует в Лиге Азадеган — во втором по уровню футбольном дивизионе Ирана. В сезоне 2017/2018 «Сиях Джамеган» участвовал в Про-лиге Персидского залива — высшем футбольном дивизионе Ирана, и по итогам сезона заняв последнее 16-е место, вылетел в лигу уровнем ниже, то есть в Лигу Азадеган. После вылета «Сиях Джамеган», в высшей по уровню футбольной лиге Ирана остался один клуб из Мешхеда — «Падиде», а Мешхед — второй по крупности и численности населения город Ирана.
Домашние матчи «Сиях Джамеган» проводит на мешхедском стадионе «Тахти́», который вмещает 15 тысяч зрителей. Стадион «Тахти́» является третьим по вместимости стадионом Мешхеда, после 35-тысячного стадиона «Саме́н» и 27-тысячного стадиона «Имам Реза́». Некоторые свои матчи «Сиях Джамеган» проводил и проводит и на этих стадионах.

## История
В августе 2011 года в Мешхеде был основан футбольный клуб «Мешхед», который выкупил лицензию у закрывающегося клуба «Гульчин» из города Робаткарим и получил право участвовать вместо него во Втором дивизионе чемпионата Ирана. Позднее название клуба было изменено на «Сиях Джамеган» (полное название «Сиях Джамеган Абумуслим Хорасан»).
По итогам сезона 2012/2013 во Втором дивизионе, «Сиях Джамеган» заняв четвёртое место, получил путёвку в Лигу Азадеган — вторую по значимости лигу Ирана. В первый сезон в Лиге Азадеган мешхедский клуб занял второе место в своей зоне и получил право участвовать в стыковых матчах со второй командой из второй зоны, но проиграв, не смог получить путёвку в Про-лигу Персидского залива — высшую по уровню лигу Ирана. В следующем сезоне клуб, заняв уже первое место, напрямую получил путёвку в Про-лигу Персидского залива.
В дебютном для себя сезоне в высшей футбольной лиге Ирана, «Сиях Джамеган» занял 13-е место из 16 клубов и смог остаться в Про-лиге Персидского залива.

## Статистика выступлений
| Сезон   | Лига                        | Место | Кубок Хазфи | Примечания                          |
| ------- | --------------------------- | ----- | ----------- | ----------------------------------- |
| 2011/12 | Второй дивизион             | 4     | 1/8 финала  |                                     |
| 2012/13 | Второй дивизион             | 4     | 1/32 финала | Выход в Лигу Азадеган               |
| 2013/14 | Лига Азадеган               | 2     | 1/16 финала |                                     |
| 2014/15 | Лига Азадеган               | 1     | 1/16 финала | Выход в Про-лигу Персидского залива |
| 2015/16 | Про-лига Персидского залива | 13    | 1/16 финала |                                     |

## Главные тренеры
| Период     | Главный тренер          |
| ---------- | ----------------------- |
| 2011       | Саид Казем Гиясиан      |
| 2011       | Армин Рахбар            |
| 2011—2015  | Мухаммад Реза Мухаджири |
| 2015       | Расул Хатиби            |
| 2015       | Саид Рамазани           |
| 2015—2016  | Фархад Каземи           |
| 2016—2017  | Худадад Азизи           |
| 2017       | Акбар Мисагхиан         |
| 2017       | Алиреза Марзбан         |
| 2017—2018  | Реза Инаяти             |
| 2018       | Давуд Махабади          |
| 2018       | Масуд Али Ханти         |
| 2018—н. в. | Хамидреза Зохани        |